# Cnemidolestodea
Cnemidolestodea (лат.) — отряд вымерших крылатых насекомых из клады Polyneoptera. Обнаружены в ископаемых отложениях с каменноугольного по юрский период (323,2—157,3 млн лет назад) Евразии, Мадагаскара, Южной и Северной Америк.

## Описание
Крылатые насекомые, близкие к веснянкообразным (Perlidea). Описаны, главным образом, по отпечаткам крыльев. Голова прогнатическая с длинными нитевидными усиками. Глаза крупные, оцеллии отсутствуют. Передние и задние крылья мембранозные (всего 4 крыла) с многочисленными жилками и ячейками. Пронотум без паранаталий (paranotalia), задние ноги непрыгательные. Лапки 5-члениковые. Яйцеклад и церки развиты.

## Систематика
Группа была впервые выделена австрийским энтомологом Антоном Хандлиршом (Anton Handlirsch; 1865—1935) в 1937 году. В 2015 году включили в надотряд Archaeorthoptera.
По данным сайта Paleobiology Database, на март 2019 года в отряд включают 18 вымерших семейств:
- Подотряд Cnemidolestina Handlirsch, 1937
  - Семейство Cnemidolestidae Handlirsch, 1906
= Aetophlebiidae, = Narkemidae, = Narkeminidae[3]
  - Семейство Ctenoptilidae Aristov, 2014
  - Семейство Cymenophlebiidae Pruvost, 1919
  - Семейство Emphylopteridae Handlirsch, 1922
  - Семейство Gerapompidae Handlirsch, 1906
  - Семейство Gulouidae Béthoux et al., 2011 (в 2014—2019 годах считалось синонимом Emphylopteridae)
  - Семейство Issatermidae Aristov, 2018
  - Семейство Neraphidiidae Aristov, 2014
  - Семейство Prygidae Aristov & Rasnitsyn, 2014 (или в отряде тараканосверчков)
  - Семейство Psoropteridae Carpenter, 1976
  - Семейство Spanioderidae Handlirsch, 1906
= Anthraconeuridae, = Carpenteropteridae[3]
  - Семейство Sylvabestiidae Aristov, 2000 (или в отряде Eoblattida)
  - Семейство Tillyardembiidae G. Zalessky, 1938
- Подотряд Parmapterina Aristov, 2016
  - Семейство Necrophasmidae Martynov, 1925[6]
    - Ferganamadygenia Storozhenko & Vršanský, 1995[7]
    - Juraperla Huang & Nel, 2007[8]

  - Семейство Parmapteridae Aristov & Rasnitsyn, 2015
  - Семейство Pinideliidae Storozhenko, 1997[9]
    - Idelopterum Aristov, 2015[10]
    - Kishertia Aristov, 2004[11]
    - Pinidelia Storozhenko, 1994

  - Семейство Protembiidae Tillyard, 1937
- Роды и семейства incertae sedis
  - Aviocladus Prokop et al., 2014[12]
  - Aviohapaloptera Prokop et al., 2014[12]
  - Xixia Gu et al., 2014[13]

  - Семейство Tococladidae Carpenter, 1966[14] (или в отряде Hypoperlida)
    - Opisthocladus Carpenter, 1976[15][16]
    - Tococladus Carpenter, 1966
    - Tshekardocladus Aristov & Rasnitsyn, 2015